# Гостково (Великопольське воєводство)
Гостково (пол. Gostkowo) — село в Польщі, у гміні Мейська Гурка Равицького повіту Великопольського воєводства.
Населення — 410 осіб (2011).
У 1975-1998 роках село належало до Лешненського воєводства.

## Демографія
Демографічна структура станом на 31 березня 2011 року:
|          | Загалом | Допрацездатний вік | Працездатний вік | Постпрацездатний вік |
| -------- | ------- | ------------------ | ---------------- | -------------------- |
| Чоловіки | 197     | 37                 | 141              | 19                   |
| Жінки    | 213     | 42                 | 124              | 47                   |
| Разом    | 410     | 79                 | 265              | 66                   |